# Delphine von Schauroth

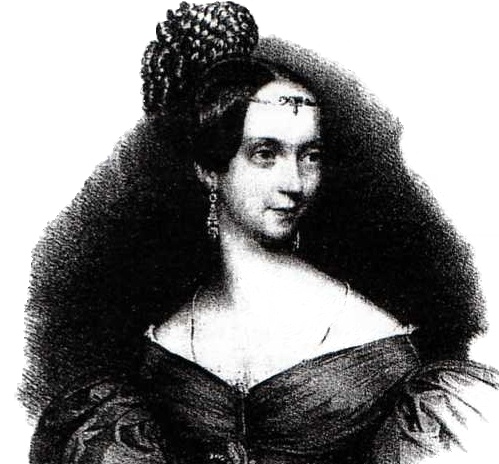
Delphine von Schauroth nach einem Gemälde von Wilhelm Hensel, um 1839

Delphine von Schauroth, auch Adolphine von Schauroth, verheiratete Hill-Handley (* 13. März 1813 in Magdeburg; † 1887 in München), war eine deutsche Pianistin und Komponistin.

## Herkunft
Ihre Eltern waren Eduard Friedrich Roger Georg von Schauroth (1774–1829) und dessen zweite Ehefrau Louise (von) Teltz (* 8. März 1792; † 20. Oktober 1847). Ihr Vater war ein Offizier, der zunächst in preußischen, später französischen Diensten stand.

## Leben
Delphine von Schauroth war als Pianistin eine Schülerin von Friedrich Kalkbrenner. Sie erregte schon als Neunjährige großes Aufsehen, das sich später durch Konzertreisen durch ganz Europa festigte:

„Neben einer rapiden Fertigkeit zeigte sie eine seltene Tiefe des Gefühls in ihrem Vortrage. Noch dürfte schwerlich eine andere Claviervirtuosin so viel und eine so große Herrschaft über die mancherlei charakteristische Nuancen der verschiedenen älteren und neueren Schulen besessen haben als Fräulein von Schauroth. Meisterin z. B. im Vortrage Beethovenscher Werke wie besonders der schönen Sonaten von Carl Maria von Weber spielt sie auch mit einer hinreißenden Grazie und blendendem Glanze die modernen Werke Czerny's, Herz's, Chopins u. a. neuerer Claviercomponisten.“

„Vor allen andern aber muss hier eines Phänomens am musikalischen Horizonte gedacht werden, dessen Glanz alle Vorgänger zu verdunkeln drohte. Wir sprechen von dem neunjährigen Mädchen, Delphine von Schauroth. Dieses Kind hat bereits auf dem Pianoforte einen erstaunenswürdigen Grad von Vollkommenheit erreicht. Hier buhlt nicht allein der, solchen kleinen Virtuosen in der Regel durch allerley tadelnswerthe Mittel beygebrachte, Mechanismus um den Beyfall der Zuhörer; es ist ein ächt musikalisches und empfindendes Gemüth in dem Kinde, welches, bey allen Erfordernissen eines schönen Anschlages, einer bereits ungemeinen Fertigkeit, in dem geistvollen Vortrage der schwierigsten Compositionen eines Beethoven und Hummel zum Herzen spricht.“

Im Sommer 1829 kam das Gerücht auf, Delphine von Schauroth sei in der Funktion der zweiten Ehrendame in die Dienste von Amélie von Leuchtenberg getreten, der damaligen Kaiserin von Brasilien. Dies erwies sich jedoch nach kurzer Zeit als Falschmeldung, da die Pianistin „der protestantischen Confession zugethan ist, und nur die der brasilianischen Staatsreligion Angehörigen Hofstellen bekleiden können. Alle Freunde der Kunst werden sich Glück wünschen, diese ausgezeichnete Künstlerin nicht dem Vaterlande entnommen zu sehen.“

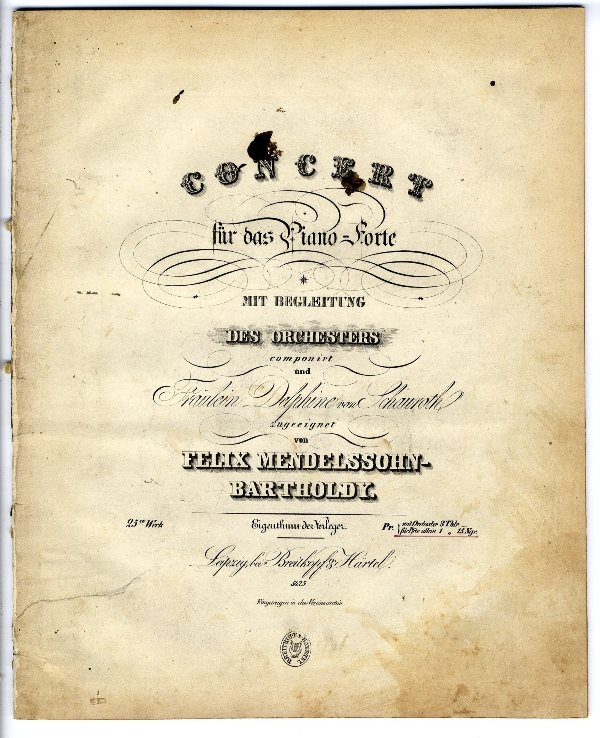
Titelseite von Felix Mendelssohn Bartholdys Klavierkonzert Nr. 1 mit Widmung an Delphine von Schauroth

Sie war eine der wenigen Frauen, mit denen Felix Mendelssohn Bartholdy ernsthaft flirtete. Während seiner Reise im Juni 1830 nach München spielten sie Duette und in Briefen dieser Zeit ist sie öfter erwähnt: „Was mich nun betrifft, so gehe ich Tag um Tag auf die Galerie und zweimal in der Woche morgens zur Schauroth, wo ich lange Visiten mache; wir raspeln grässlich.“ Am 16. Oktober schrieb er in Venedig das berühmte Venetianisches Gondellied (Lieder ohne Worte, Buch 1, op. 19b Nr. 6), das im Autograph (nicht im Druck) eine Widmung an sie trägt. Auch sein Klavierkonzert Nr. 1 g-moll op. 25, 1831 in München geschrieben, ist ihr gewidmet.
Sie spielte am 17. Oktober 1831 (damals 17 Jahre alt) bei der Uraufführung des 1. Klavierkonzerts den Solopart. Bei der Aufführung im Odeonssaal in München war auch König Ludwig I. anwesend; es war ein Benefizkonzert »Zum Besten der Armenpflegegesellschaft«. 
Bis 1833 lebte Schauroth mehrere Jahre in München. 1833 heiratete sie und folgte ihrem Mann, dem englischen Geistlichen Edwin Hill-Handley, nach London. Zum Abschied spielte sie Johann Nepomuk Hummels Klavierkonzert in A-Moll: „Das reichlich versammelte Publicum vernahm ihren musikalischen Scheidegruß mit unbeschreiblicher Rührung und ehrte die liebenswürdige, unvergeßliche Künstlerinn durch ein von Hrn. Dr. Firmenich verfertigtes Abschiedsgedicht.“ Die Ehe wurde 1837 geschieden; Delphine von Schauroth kehrte im Sommer 1837 nach München zurück, zog zu ihrer Mutter und nahm ihren Geburtsnamen wieder an.
Josephine Lang (ein anderer Schwarm Mendelssohns) widmete ihr ihre Lieder nach Gedichten von Johann Georg Jacobi op. 4.
Robert Schumann besprach zwei ihrer Kompositionen 1835 und 1837 in der Neuen Zeitschrift für Musik wohlwollend, lobte deren Musikalität, tadelte aber die Ausführung: „Hätte ich doch dabei sein können, wie sie die Sonate niederschrieb! Alles hätte ich ihr nachgesehen, falsche Quinten, unharmonische Querstände, kurz alles; denn es ist Musik in ihrem Wesen, die weiblichste, die man sich denken kann; ja sie wird sich zur Romantikerin hinaufbilden, und so ständen mit Clara Wieck zwei Amazonen in den funkelnden Reihen.“ Auch Schumanns Anmerkungen sind nicht frei von erotischen Konnotationen.
1837 schrieb Schumann: „Die Caprice […] gehört mit allen ihren kleinen Schwächen zu den liebenswürdigen. Die Mängel sind solche der Ungeübtheit, nicht des Ungeschicks; der eigentliche musikalische Nerv fühlt sich überall an. Diesmal ist es noch eine sehr zarte leidenschaftliche Röthe, die dies Miniaturbild interessant macht.“
1839 spielte Schauroth, „welche leider nur höchst selten mehr sich öffentlich hören lässt“, in München Beethovens Es-Dur-Konzert anlässlich der Einweihung des Beethoven-Monument und „bewährte ihre Meisterschaft wieder auf das Glänzendste“.
Am 4. Mai 1848 heiratete sie Stephan Leopold Friedrich Johann Heninger (* 1820), Freiherr von Eberg aus Böhmen – auch diese Ehe wurde wieder geschieden. Die am 19. Juli 1856 mit Edward Knight geschlossene dritte Ehe endete erneut mit einer Scheidung. Im Jahre 1870 lebte sie in Leipzig.
Am 4. (oder 5.) Februar 1870 gab sie in Leipzig ein Konzert zum Andenken an den 1847 verstorbenen Felix Mendelssohn Bartholdy („Concert zur Mendelssohn-Feier“). Das Konzert, „welches sie ausschließlich durch ihre eigenen Solovorträge auf dem Pianoforte ausfüllte“, fand aus Anlass von Mendelssohn Bartholdys Geburtstag „leider vor einer sehr kleinen Zahl von Zuhörern“ im Gewandhaus statt. Das Konzert nahm „einen etwas seltsamen Verlauf durch das Ausbleiben der vorher angezeigten Mitwirkenden“. Delphine von Schauroth widmete Felix Mendelssohn Bartholdy das fünfte und sechste ihrer Sechs Lieder ohne Worte op. 18 mit den Titeln Venezia und Am Arno.
1881 (oder früher?) bis kurz vor ihrem Tod lebte sie in Berlin-Charlottenburg. Dass diese starke Begabung nach einem strahlenden Anfang sich im Dunkel der Geschichte verlor, empfanden schon die Lexikographen ihrer Zeit als bedauerlich: „It is matter of great regret that a life which began so brilliantly  should, to all appearance, be so much overclouded at its close.“
Ihr Spiel wurde folgendermaßen charakterisiert: „Ihr Anschlag ist ganz der kräftige und gleichmäßige, der sich aus einer Kalkbrennerschen Schule erwarten läßt, nur erscheint er bisweilen etwas geziert. Ihr Spiel an sich ist, von jenen höheren Beziehungen noch abgesehen, auch solid, äußerst präcis und selbst bis zu einer übertriebenen Delikatesse rein.“

## Kompositionen für Klavier
- 6 Lieder ohne Worte op. 18, Heft 1, 1830 komponiert, 1870 gedruckt.
- Sonate brillante c-Moll, 1834 gedruckt.
- Caprice B-Dur,  1836 gedruckt.